# Río Tuloma
El río Tuloma (del ruso: Тулома ‘Tuloma’), en sami skolt: Tuållâmjokk, en sami septentrional: Doallánjohka y en finés: Tuulomajoki es un corto río costero  de Rusia, que discurre por la península de Kola y desagua en la bahía de Kola, en la parte norte del óblast de Múrmansk. Con una cuenca de drenaje de 21.500 km² (la mitad de Suiza) y un promedio de descarga de 255 m³/s, el Tuloma es uno de los mayores ríos del norte de Fennoscandia.
El río nace nominalmente en el lago Notozero, donde confluyen sus dos fuentes más importantes, los ríos Lotta y Nota, que nacen en las montañas Saariselkä, en la parte oriental de län Lapplands en Finlandia. El río Tuloma desagua en la bahía de Kola, 10 km al sur de la capital Múrmansk, en la península de Kola en Rusia.
Los principales asentamientos en el río son  Kola (10.318 hab. en 2010), Murmashí (15.266 hab.), Verhnetulomsky (1.822 hab.) y Tuloma (2.247 hab.).

## Desarrollo de energía hidroeléctrica
Hay dos centrales hidroeléctricas en el Tuloma. La Tuloma Inferior se terminó en 1938 y está situada en la ciudad de Murmashí, cerca de la salida de los ríos en la bahía de Kola. El dique elevó el nivel del río 19 metros y el embalse resultante tiene 60 km de largo.
La segunda y mayor planta de energía, la Tuloma Superior, fue construida en la década de 1960 en Verkhnetulomskiy, a 60 km río arriba. Se construyó una presa de 62 metros de alto debajo de la salida del lago Notozero, formando un gran embalse de 120 km de largo y 20 km de ancho aguas arriba.
| Central Hidroeléctrica | Año de construcción | Altura | Potencia | Producción anual media |
| ---------------------- | ------------------- | ------ | -------- | ---------------------- |
| Tuloma Inferior        | 1934-38             | 19 m   | 56 MW    | 250 GWh                |
| Tuloma Superior        | 1961-66             | 62 m   | 268 MW   | 800 GWh                |

## Pesca
El Tuloma solía ser un gran río salmonero, a la par con el famoso río Tana noruego en productividad, con capturas anuales de más de 100 toneladas. En las cascadas Padun, en la salida del lago Notozero, los sami skolt tenían derechos de captura de salmón en una presa grande, y cada año, en este sitio solo, se capturaban decenas de toneladas de salmón.
Cuando se construyeron las centrales hidroeléctricas en el río, las zonas de desove del salmón y sus rutas migratorias fueron destruidas. En la primera planta de energía, la Tuloma Inferior, se construyó una escala de peces. En unos pocos años las capturas de salmón pronto se acercaron a sus niveles anteriores. Cuando se construyeron la planta Tuloma superior y el embalse Verkhnetulomskiy, la población de salmón se derrumbó al convertirse el lago Notozero en parte del gran embalse de Verkhnetulomskoye, desapareciendo las cascadas de Padun. Se construyó un ascensor de peces en la presa, pero no funcionó y se cerró después de un breve periodo de tiempo. Queda, sin embargo, una pequeña población de salmón en el Toluma, del desove en los tributarios por debajo de la represa, especialmente en el río Pecha (82 km).
Hay un proyecto en curso para determinar si es posible restablecer el salmón en el río, al permitir que los peces superen las presas y por lo tanto lleguen a las zonas de desove en los afluentes por encima de los embalses, que están todavía en su estado natural. Se espera que esto traerá beneficios sustanciales para la región, a través de la pesca deportiva y el ecoturismo.